# Macaca nigrescens
Macaca nigrescens är en primat i släktet makaker som förekommer på norra Sulawesi.

## Utseende
Hanen har en kroppslängd (huvud och bål) av nästan 50 cm, en svanslängd av 26,3 cm och en vikt av 5,8 kg, och är något större än honan. Honan är utan svans 46,8 cm lång, och svansen mäter 19 cm och den väger ungefär 5,5 kg. Kroppen är främst täckt av mörkbrun till svartaktig päls. Området på rumpan, där makaken sitter är naken eller täckt med korta ljusa hår. Den har en mörkare längsgående strimma på övre delen av ryggen. Hos ungarna är ansiktet rosa.

## Utbredning och habitat
Arten lever i centrala delen av Sulawesis norra halvö. Den vistas där i skogar och når i bergstrakter 2000 meter över havet.

## Ekologi
De lever främst av frukt som kompletteras med unga blad, unga växtskott, leddjur och grönsaker från jordbruksmark. Macaca nigrescens bildar flockar med upp till 60-talet medlemmar. Gruppen delar upp sig vid födosök. Arten är dagaktiv och går vanligen på fyra fötter. Honor föder en unge per kull och hannar lämnar flocken när de blir könsmogna. För att sova uppsöker den grenar placerade högre upp i träd. Ömsesidig pälsvård är betydande i samband med fortplantningen.

## Status och  hot
Denna primat jagas för köttets skull. Den hotas i viss mån av habitatförstöring. IUCN uppskattar att beståndet minskat med 30 procent under de senaste 40 åren och listar den därför som sårbar (VU).